# Ookla
Ookla創立於2006年，旗下產品包括speedtest.net和Downdetector，總部位於美國華盛頓州西雅圖市，並在田納西州孟菲斯和愛爾蘭都柏林設有辦事處。2008年被Ziff Davis收購。

## 事件
- 2006年Ookla創立
- 2014年Ookla加入Ziff Davis
- 2018年收購Mosaik和Downdetector
- 2019年收購FESIQ虛擬基準測試(VBM)軟件
- 2020年收購Spatialbuzz
- 2021年收購Solutelia和RootMetrics

## 管理層
- Doug Suttles - 聯合創始人兼首席執行官
- Shivani York - 首席運營官
- Luke Deryckx - 首席技術官
- Shawn Heidel - 首席營收官
- Chip Strange - 首席戰略官
- Jamie Steven - 首席創新官

## 收購
- Mosaik（2018）
- Downdetector（2018）
- FESIQ虛擬基準測試(VBM)軟件（2019）
- Spatial
- Solutelia（2021）
- RootMetrics（2021）

## 延伸閱讀
https://ookla.com/about/ （页面存档备份，存于）

## 參看
1. ↑  .   [2022-04-15]. （原始内容存档于2022-04-15）.
2. ↑  .   [2022-02-28]. （原始内容存档于2022-04-09）.
3. ↑  Ookla. . LinkedIn.   [2022-04-16] （美国英语）.